# رازبوینا (استان ترگوویشته)
رازبوینا (به بلغاری: Razboyna) یک منطقهٔ مسکونی در بلغارستان است که در شهرستان ترگوویشته واقع شده‌است. رازبوینا  ۵۵۹ نفر جمعیت دارد.